# Христо Ников (ВМОРО)
Вижте пояснителната страница за други личности с името Христо Ников.
Христо Танов Ников е български революционер, виден деец на Вътрешната македоно-одринска революционна организация.

## Биография
Христо Ников е роден в гевгелийското село Баялци, тогава в Османската империя, днес Платания, Гърция. Завършва педагогическото училище в Кюстендил, България, и става учител в селата Муртино, Смоквица, Стояково и други. Присъединява се към ВМОРО и става секретар на Централния комитет. 
През януари 1901 година при Солунската афера е арестуван от властите и подложен на инквизиции. По време на следствието прави признания за своето участие в дейността на ВМОРО и за участието на други дейци, на на съдебното дело отрича. Осъден е на 101 години затвор и е заточен в Акия, Мала Азия. Според други източници е осъден на доживотна каторга Христо Ников е сред помилваните на 19 август 1902 година дейци на ВМОРО, по случай рождения ден на султана.